# Nanà (film 1934)
Nanà (Nana) è un film del 1934 diretto da Dorothy Arzner con George Fitzmaurice.
Versione molto alleggerita dell'omonimo romanzo di Émile Zola.

## Produzione
Il film fu prodotto dalla Samuel Goldwyn Company.

## Distribuzione
Distribuito dall'United Artists, il film venne presentato in prima a New York il 1º febbraio 1934.